# Lethenteron ninae
Lethenteron ninae är en ryggsträngsdjursart som beskrevs av Naseka, Tuniyev och François N.R. Renaud 2009. Lethenteron ninae ingår i släktet Lethenteron och familjen nejonögon. Inga underarter finns listade i Catalogue of Life.